# Rory Cochrane
Rory K. Cochrane, född 28 februari 1972 i Syracuse i delstaten New York, är en amerikansk skådespelare. Bland hans mest kända insatser som skådespelare, märks rollen som Ron Slater i Dazed and Confused (1993), Lucas i Empire Records (1995), Lee Schatz i Argo (2012), Freck i A Scanner Darkly (2006) och Tim Speedle i CSI: Miami (2002–2007). Han har även bott några år i England och i New York, där han på den sistnämnda platsen senare kom att studera på LaGuardia High School of Performing Arts.
Rory har ofta spelat intensiva och komplexa karaktärer, och växlar mellan indieproduktioner, mainstream‑filmer och TV‑serier. Han har hyllats för sin skärpa och närvaro, och har en trogen fanskara tack vare sin förmåga att ge djup även åt karaktärer i biroller.

## Filmografi (i urval)

### Filmer
| År   | Titel                           | Roll                         | Noter |
| ---- | ------------------------------- | ---------------------------- | --- |
| 1991 | En kyss före döden              | Chico                        | |
| 1993 | Dazed and Confused              | Ron Slater                   | |
| 1994 | Love and a .45                  | Billy Mack Black             | |
| 1995 | Empire Records                  | Lucas                        | |
| 1999 | Flawless                        | "Pogo"                       | |
| 2000 | The Prime Gig                   | Joel                         | |
| 2002 | Hart's War                      | Sergeant Carl S. Webb        | |
| 2006 | Right at Your Door              | Brad                         | |
| 2006 | A Scanner Darkly                | Charles Freck                | |
| 2009 | Public Enemies                  | FBI-agent Carter Baum        | |
| 2010 | Passion Play                    | Rickey                       | |
| 2011 | Bringing Up Bobby               | Walt                         | |
| 2012 | Argo                            | Lee Schatz                   | Hollywood Film Festival Award för årets ensemble Screen Actors Guild Award för bästa ensemble i en film Nominerad—Phoenix Film Critics Society Award för bästa rollbesättning Nominerad—San Diego Film Critics Society Award för bästa rollbesättning |
| 2013 | Parkland                        | Earl Rose, rättsläkaren      | |
| 2014 | Oculus                          | Alan Russell                 | |
| 2015 | Black Mass                      | Stevie "The Rifleman" Flemmi | |
| 2017 | The Most Hated Woman in America | Gary Karr                    | |
| 2017 | Hostiles                        | Mästersergeant Thomas Metz   | |
| 2018 | The Outsider                    | Anthony Panetti              | |
| 2018 | White Boy Rick                  | FBI-agent Frank Byrd         | |
| 2021 | Möte                            | Shepard West                 | |
| 2021 | Antlers                         | Dan Lecroy                   | |
| 2023 | Boston Strangler                | Detektiv DeLine              | |

### TV-serier
| År        | Titel                                      | Roll                    | Noter                           |
| --------- | ------------------------------------------ | ----------------------- | ------------------------------- |
| 1997      | Den siste gudfadern                        | Dante Clericuzio        | 3 avsnitt                       |
| 2002      | CSI: Crime Scene Investigation             | CSI Level 3 Tim Speedle | Avsnittet "Cross-Jurisdictions" |
| 2002–2007 | CSI: Miami                                 | CSI Level 3 Tim Speedle | 50 avsnitt                      |
| 2007      | The Company                                | Yevgeny Tsipin          | 6 avsnitt                       |
| 2009      | 24                                         | Greg Seaton             | 7 avsnitt                       |
| 2019      | Reprisal                                   | Burt                    | 6 avsnitt                       |
| 2024      | Yellowstone                                | Detektiv Dillard        | 4 avsnitt                       |
| TBA       | Unspeakable: The Murder of JonBenét Ramsey | John Eller              | Kommande serie                  |

### Datorspel
| År   | Titel      | Roll                    | Noter    |
| ---- | ---------- | ----------------------- | -------- |
| 2004 | CSI: Miami | CSI Level 3 Tim Speedle | Röstroll |